# 5890 Carlsberg
5890 Carlsberg este o planetă minoră (asteroid), cu un diametru de 8,099 km, din centura de asteroizi. A fost descoperită pe 19 mai 1979 la Observatorul La Silla de Richard M. West⁠(d) și a fost numită după Carlsbergfondet⁠(d). 
Obiectul prezintă o orbită caracterizată de o semiaxă mare de 2,6794698 UAi, o excentricitate de 0,19, o înclinație de 13,79518 ° în raport cu ecliptica.